# Dieceza de Vác

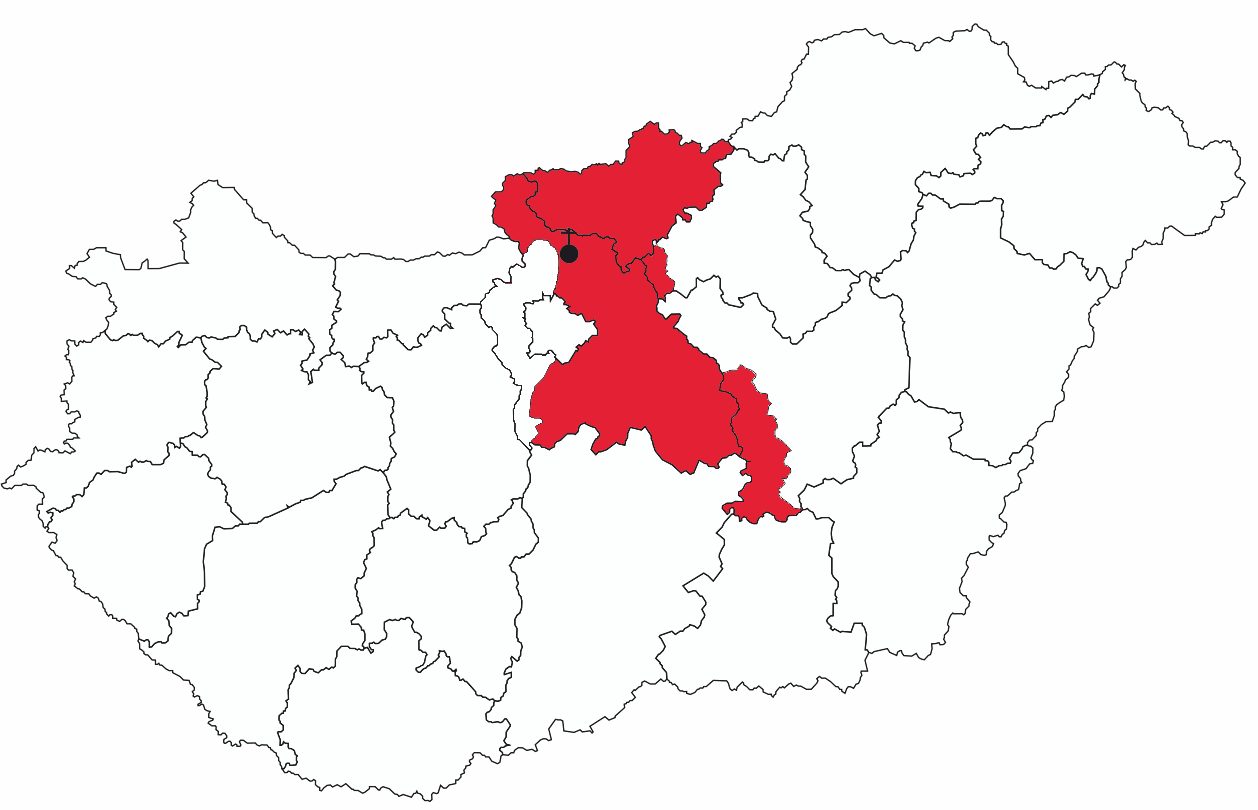
Localizarea jurisdicţiei diecezei pe harta Ungariei

Dieceza romano-catolică de Vác este una dintre cele douăsprezece episcopii ale Bisericii Romano-Catolice din Ungaria, cu sediul în orașul Vác. Aceasta se află în provincia mitropolitană a Arhidiecezei de Eger.

## Istoric
Episcopia a fost fondată în anul 1008 de către regele Ștefan I al Ungariei, fiind inițial o sufragană a Arhiepiscopiei de Esztergom. Printre cei mai importanți episcopi de Vác se numără Vincent Szilassy (1450-1473), prieten și sfătuitor al regelui Matia Corvin, Wladislaw Szalkai (1514-1523), cancelarul regelui Ludovic al II-lea, iar apoi arhiepiscop de Esztergom, Martinus Pethe (1582-1586), devenit apoi arhiepiscop de Kalocsa și Sigismund Kolonits (1709-1716), devenit apoi arhiepiscop de Viena. În anul 1514, când turcii au ocupat orașul, episcopia a încetat să mai existe, până ce în secolul al XVII-lea otomanii au fost înlăturați din Ungaria.
În anul 1804 episcopia de Vác a fost scoasă din provincia mitropolitană de Esztergom și introdusă în noua provincie de Eger, unde se află și în prezent.